# عايدة محمد خان
عايدة محمد خان (بالفارسية: آیدا محمدخانی؛ مواليد 2 يونيو 1987) ممثلة إيرانية. اشتهرت بدورها في فيلم البالون الأبيض الذي أخرجه جعفر بناهي والذي لعبت فيه دور طفلة بريئة فقدت مالها في طريقها لشراء سمك ذهبي من السوق.

## وصلات خارجية
- عايدة محمد خان على موقع IMDb (الإنجليزية)
- عايدة محمد خان على موقع قاعدة بيانات الفيلم (الإنجليزية)